# 양산 안적암 아미타불회도
양산 안적암 아미타불회도(梁山 安寂庵 阿彌陀佛會圖)는 대한민국 경상남도 양산시 부북면, 안적암에 있는 조선시대의 양산 안적암 아미타불회도이다. 2016년 9월 29일 경상남도의 문화재자료 제630호로 지정되었다.

## 개요
양산 안적암 아미타불회도는 19세기에 조성되었던 선묘불화의 일면의 살펴볼 수 있는 소중한 작품이며, 특히 19세기 후반의 대표적인 화승인 천여가 수화승이 되어 경허당 영운과 함께 이 불화를 제작했음을 확인할 수 있는 좋은 자료이다.
다만 작품의 보존상태가 크게 양호하지 못하고 천여가 제작한 1849년의 고성 옥천사 연대암 아미타불회도가 문화재자료로 지정되어 있는 것을 감안하여 ‘경상남도 문화재자료’로 지정한다.

## 참고 자료
- 양산 안적암 아미타불회도 - 국가유산청 국가유산포털